# Autocesta A8
Die Autocesta A8 (kroatisch für ,Autobahn A8‘), auch Učka-Autobahn genannt, ist eine Autobahn in Kroatien, welche die Region Istrien mit dem Rest Kroatiens verbinden soll. Bis 2010 war sie als zweispurige Schnellstraße ausgebaut. Zwischen Kanfanar und Vranja ist die A8 bereits in beiden Richtungen durchgehend zweispurig ausgebaut. Die zweite Röhre des über 5 Kilometer langen Učka-Tunnel ist am 13. September 2024 eröffnet worden. Der weitere Ausbau nach Rijeka soll bis 2027 geschehen. Die A8 ist Teil des Istrischen Ypsilons und der Europastraße E751.
Die Strecke ist etwa 65 Kilometer lang und führt vom Autobahnknotenpunkt mit der A9 bei Kanfanar über Pazin durch das Učka-Gebirge. Die weitere Straßenführung nach Matulji bei Rijeka ist bislang als Fernstraße ausgebaut. In Matulji trifft diese auf die Autocesta A7. Für den Učka-Tunnel und die Strecke westlich davon wird eine Mautgebühr erhoben.

## Geschichte
Das Istrische Ypsilon existiert bereits seit 1981 und bestand damals lediglich aus zwei Schnellstraßen (auf Kroatisch Brza Cesta) B8 und B9. Seit 2008 erfolgt der schrittweise Ausbau beider Schnellstraßen zu Autobahnen. Nachdem die A9 in den Jahren 2010 und 2011 fertiggestellt wurde, folgte der Ausbau der B8 zur A8. Der 18 km lange Abschnitt von Kanfanar bis Rogovići (heute Pazin zapad) wurde am 30. November 2011 zur Autobahn hochgestuft.
Der weitere Ausbau ließ einige Jahre auf sich warten, wurde dann aber ab 2019 fortgesetzt. 11 weitere Kilometer von Rogovići bis Cerovlje wurden mit 6. Dezember 2020 zur Autobahn hochgestuft, die nächsten 14 Kilometer bis Lupoglav folgten mit 26. Juli 2021. Im April 2023 wurde auch der 4 km lange Abschnitt bis kurz vor den Učka-Tunnel zur Autobahn hochgestuft. Hinzu kamen neue Rampen für die Anschlussstelle Vranja und eine neue Raststätte bei Rebri.
Der nächste und zugleich komplexeste Abschnitt umfasst die zweite Röhre des über fünf Kilometer langen Učka-Tunnels. Die zweite Tunnelröhre ist am 13. September 2024 für den Verkehr freigegeben worden.
Der weitere Ausbau vom Učka-Tunnel nach Matulji zur Umstellung der Schnellstraße B8 auf die Autobahn A8 soll zumindest bis 2027 dauern. 